# Tobias Ide
Tobias Ide (ur. 1980) – niemiecki trójboista siłowy i strongman.
Obecnie jeden z najlepszych niemieckich siłaczy. Mistrz Niemiec Strongman w 2008 r.

## Życiorys
Tobias Ide uprawia sporty siłowe od 1995 r. Trenuje jako strongman od 2005 r.
Wziął udział w Drużynowych Mistrzostwach Świata Strongman 2008 i indywidualnych Mistrzostwach Świata Strongman 2008, jednak w obu nie zakwalifikował się do finałów.
Mieszka w mieście Schwerin, w kraju związkowym Meklemburgia-Pomorze Przednie.
Wymiary:
- wzrost 183 cm
- waga 135 kg
- biceps 56 cm
- klatka piersiowa ? cm

Rekordy życiowe:
- przysiad 310 kg
- wyciskanie 310 kg
- martwy ciąg 380 kg

## Osiągnięcia strongman
- 2006
  - 7. miejsce - Mistrzostwa Niemiec Strongman
- 2007
  - 4. miejsce - Mistrzostwa Europy Centralnej Strongman w Parach 2007
  - 4. miejsce - Mistrzostwa Niemiec Strongman
- 2008
  - 11. miejsce - Liga Mistrzów Strongman 2008: Wilno
  - 1. miejsce - Mistrzostwa Niemiec Strongman
  - 6. miejsce - Liga Mistrzów Strongman 2008: Mamaia
  - 8. miejsce - Mistrzostwa Świata w Wyciskaniu Belki
- 2009
  - 2. miejsce - Mistrzostwa Niemiec Strongman
  - 4. miejsce - Międzynarodowe Mistrzostwa Niemiec Strongman w Parach[3]